# Taklax
Taklax (ta:k-) är en tätort (vardagl. by) inom Korsnäs kommun i landskapet Österbotten i Finland. Korsnäs kommun (inklusive Taklax by) räknas enligt den finländska språklagstiftningen som en enspråkigt svensk kommun. Taklax ligger cirka 60 kilometer söder om Vasa. Taklax är känt  som byarnas by, eftersom byn kan delas in i många mindre områden, vilka ofta kallas backar: Hienobacken, Linbacken, Kamb, Bjurbäck, Snekkarbacken, Viitaniemi med flera. 
I Taklax finns en svenskspråkig lågstadieskola, Taklax skola, där även elever från alla byns backar går. Här finns också ett bönehus, en livsmedelsaffär och en affärsbank. Föreningslivet är aktivt med exempelvis ungdomsförening Taklax uf, marthaförening Taklax Marthaförening, älgjaktlag med mera. Ungdomsföreningen är känd för sina revyer. Taklax har även många växthus och minkfarmar.
Orten har även intressanta fornlämningar.